# Línea 123 (Tucumán)
La Línea 123 es una línea de colectivos interurbana operada por Tandilense S.R.L. Esta conecta las localidades de San Miguel de Tucumán, Banda del Río Salí, Lastenia y Pacará del Gran San Miguel de Tucumán.

## Recorrido

### Ramal Lastenia[1][2]
Ruta Nacional 9 y Eva Perón, por esta hasta Tornquist, República del Este, Av. América, Av. Santo Cristo, Lavalle, Sgto. Cabral, Congreso, Ruta Nacional 9, Pje. Ibatín, Av. San Martín Oeste, ingresa por el Puente Lucas Córdoba, Av. Benjamín Araoz, Pacará, Av. Soldati, Haití, Santiago del Estero, José Colombres, Alberdi, Gral. Paz, Av. Roque Sáenz Peña, Av. Benjamín Araoz, Puente Lucas Córdoba, Av. San Martín Oeste, Av. Independencia, Sgto. Cabral, Lavalle, Av. Santo Cristo, Av. América, Rep. del Este, Tornquist, Eva Perón, Ruta Nacional 9.

### Ramal Villa Lastenia[3][4]
Balcarce y Tornquist, por esta hasta Eva Perón, Chazarreta, Muñecas, Av. América, Av. Santo Cristo, Av. Monseñor Jesús Díaz, Congreso, Ruta Nacional 9, Pje. Ibatín, Av. San Martín Oeste, Puente Lucas Córdoba, Av. Benjamín Aráoz, Pacará, Av. Soldati, Haití, Santiago del Estero, José Colombres, Alberdi, Gral. Paz, Av. Roque Sáenz Peña, Av. Benjamín Aráoz, Puente Lucas Córdoba, Av. San Martín Oeste, Av. Independencia, Av. Monseñor Díaz, Gral. Belgrano, Martín Fierro, Av. Santo Cristo, Av. América, Muñecas, Chazarreta, Eva Perón, Tornquist, Balcarce.

### Ramal Pacará[5][6]
Pacará, calles paralelas al este de Ruta Nacional 9, Tornquist, Eva Perón, Chazarreta, Muñecas, Av. América, Av. Santo Cristo, Av. Monseñor Jesús Díaz, Congreso, Ruta Nacional 9, Pje. Ibatín, Av. San Martín Oeste, Puente Lucas Córdoba, Av. Benjamín Aráoz, Pacará, Av. Soldati, Haití, Santiago del Estero, José Colombres, Alberdi, Gral. Paz, Av. Roque Sáenz Peña, Av. Benjamín Aráoz, Puente Lucas Córdoba, Av. San Martín Oeste, Av. Independencia, Av. Monseñor Díaz, Gral. Belgrano, Martín Fierro, Av. Santo Cristo, Av. América, Muñecas, Chazarreta, Eva Perón, Tornquist, calles paralelas al este de Ruta Nacional 9, Pacará.

## Lugares de Interés
- Hospital del Este
- Parque 9 de julio
- Terminal de Ómnibus de San Miguel de Tucumán
- Plaza Belgrano Banda del Río Salí